# Neotoma bryanti
Neotoma bryanti és una espècie de mamífer rosegador de la família dels cricètids. És endèmica de l'Illa Cedros (Baixa Califòrnia, Mèxic). Els seus hàbitats naturals són els matollars costaners, els matollars de dunes, el chaparral, els matollars de ginebre i les pinedes. Està amenaçada per la tala d'arbres i la depredació per gossos i gats domèstics.
L'espècie fou anomenada en honor del metge i naturalista estatunidenc Henry Bryant.